# Torre Diamante
La Torre Diamante (detta anche Diamantone) è un grattacielo che sorge nel Centro Direzionale di Milano, tra viale della Liberazione e via Galilei ed è attualmente sede delle società italiane del Gruppo BNP Paribas.
Costruito nell'ambito del progetto di riqualificazione urbana denominato Progetto Porta Nuova, è una struttura dalla forma sfaccettata, simile a quella di un diamante, dall'altezza complessiva di 142 metri. Tale dato lo qualifica come settimo grattacielo più alto di Milano e l'edificio in acciaio più alto d'Italia.
La Torre Diamante è correlata da due corpi bassi chiamati Diamantini che si pongono come elemento di continuità del grattacielo stesso, formando complessivamente il vasto complesso affaristico.

## Storia

### Progetto
Il masterplan dell'intera area è stato affidato all'architetto italo americano Lee Polisano, dello studio di architettura Kohn Pedersen Fox, a seguito di un concorso internazionale. Polisano è stato affiancato dall'architetto Paolo Caputo e dalla società di ingegneria Jacobs per la progettazione architettonica esecutiva mentre la progettazione strutturale è stata affidata ad Arup.
La caratteristica principale della torre è la sua geometria irregolare, le colonne perimetrali dell'edificio sono inclinate rispetto alla verticale. Inoltre il singolare taglio della struttura permette al grattacielo di generare riflessi cangianti, proprio come un diamante.
Il layout interno è caratterizzato da un nucleo centrale attorno al quale si sviluppa lo spazio, soluzione utilizzata per massimizzare l'ingresso della luce naturale e consentire la vista sulla città.
Uno degli obiettivi chiave del Progetto Porta Nuova è stato ridurre drasticamente il consumo di energia da parte degli edifici, dotati per questo scopo dei più recenti sistemi di approvvigionamento energetico basati sull'impiego delle fonti rinnovabili. La Torre Diamante ha ottenuto infatti la certificazione LEED GOLD, uno dei più alti livelli riconosciuti dal Green Building Council per edifici costruiti secondo i principi di sostenibilità ambientale.

### Edificazione
La costruzione è iniziata ufficialmente il 28 gennaio 2010 con il montaggio delle gru sul posto, a seguito della bonifica del terreno una volta occupato dalla stazione di Milano Porta Nuova. Il primo agosto è cominciata l'installazione della struttura esterna e del nucleo in cemento. Dopo circa nove mesi dall'inizio della costruzione la torre ha raggiunto il 6º piano e all'inizio dell'anno nuovo la torre ha raggiunto il 10º piano ed è iniziata l'installazione dei pannelli di vetro.
La costruzione è continuata spedita e verso marzo 2011 la torre ha raggiunto il 18º piano. Il 5 giugno il nucleo in cemento ha raggiunto l'altezza massima dell'edificio (140 m), traguardo sottolineato dal posizionamento sulla cima del Tricolore Italiano. Dopo circa cinque mesi , a novembre, anche la struttura esterna in acciaio ha raggiunto la massima altezza e la posa dei pannelli di vetro ha raggiunto l'ottavo piano.
Il 10 febbraio 2012 i pannelli di vetro hanno raggiunto il 18º piano, il 30 marzo il 22° e a metà aprile il 26°-27°. Durante il resto di aprile è continuata la posa dei pannelli in modo da completare la posa verso la fine del mese. La torre è stata completata il 14 settembre 2012.
Una particolarità del rivestimento sta nell'uso del vetro stratificato e non di quello temprato per avere una maggior uniformità di facciata e minori difetti come le ondulazioni dei vetri temprati termicamente. Un'altra particolarità è l'illuminazione della punta, che può comprendere vari colori, per esempio blu o rosso.

## I Diamantini
La Torre Diamante è il fulcro della zona denominata business district, una porzione del Centro Direzionale di circa 61 500 m² che comprende anche due corpi bassi, i cosiddetti Diamantini.
In modo analogo al Diamantone, questo paio di edifici è stato progettato dallo studio Kohn Pederson Fox Associates e ha avuto origine dal Progetto Porta Nuova.
Si affacciano su viale della Liberazione e ponendosi come elemento di continuità con la torre principale. Essendo due edifici gemelli occupano approssimativamente la medesima area di 11464 m².
Ad aprile 2015 Samsung ha preso possesso di un intero Diamantino, dando così origine al proprio Samsung District (situato in via Mike Bongiorno).

## Eventi
- Il Diamantone ha ospitato alcuni eventi del Fuorisalone 2013.[7]
- La torre è stata la sede principale della seconda stagione del programma televisivo The Apprentice.[4]
- Una parte del videoclip Io fra tanti di Giorgia è stata girata agli ultimi piani del grattacielo.
- La scena finale del film Italiano Medio è stata girata sia in esterni che in interni nella torre.

## Trasporti
- Stazione di Milano Repubblica
- Repubblica
- Gioia

## Galleria d'immagini

Il cantiere a settembre 2011.
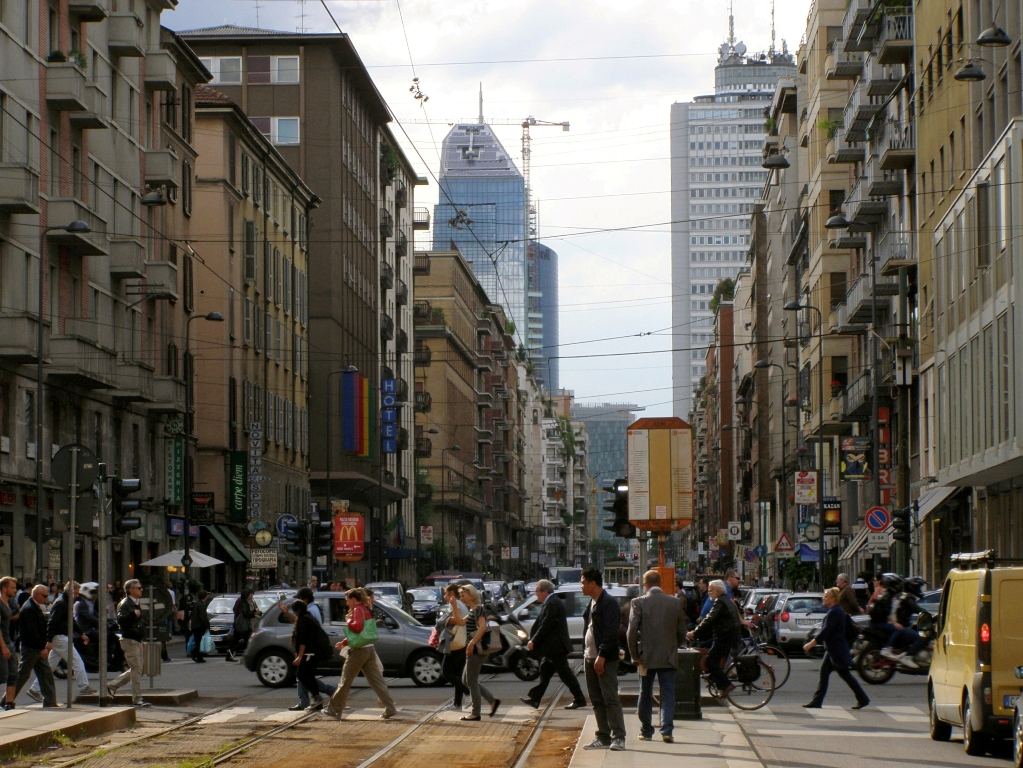
A sinistra la Torre Diamante vista da viale Tunisia, a destra la Torre Breda, aprile 2012.
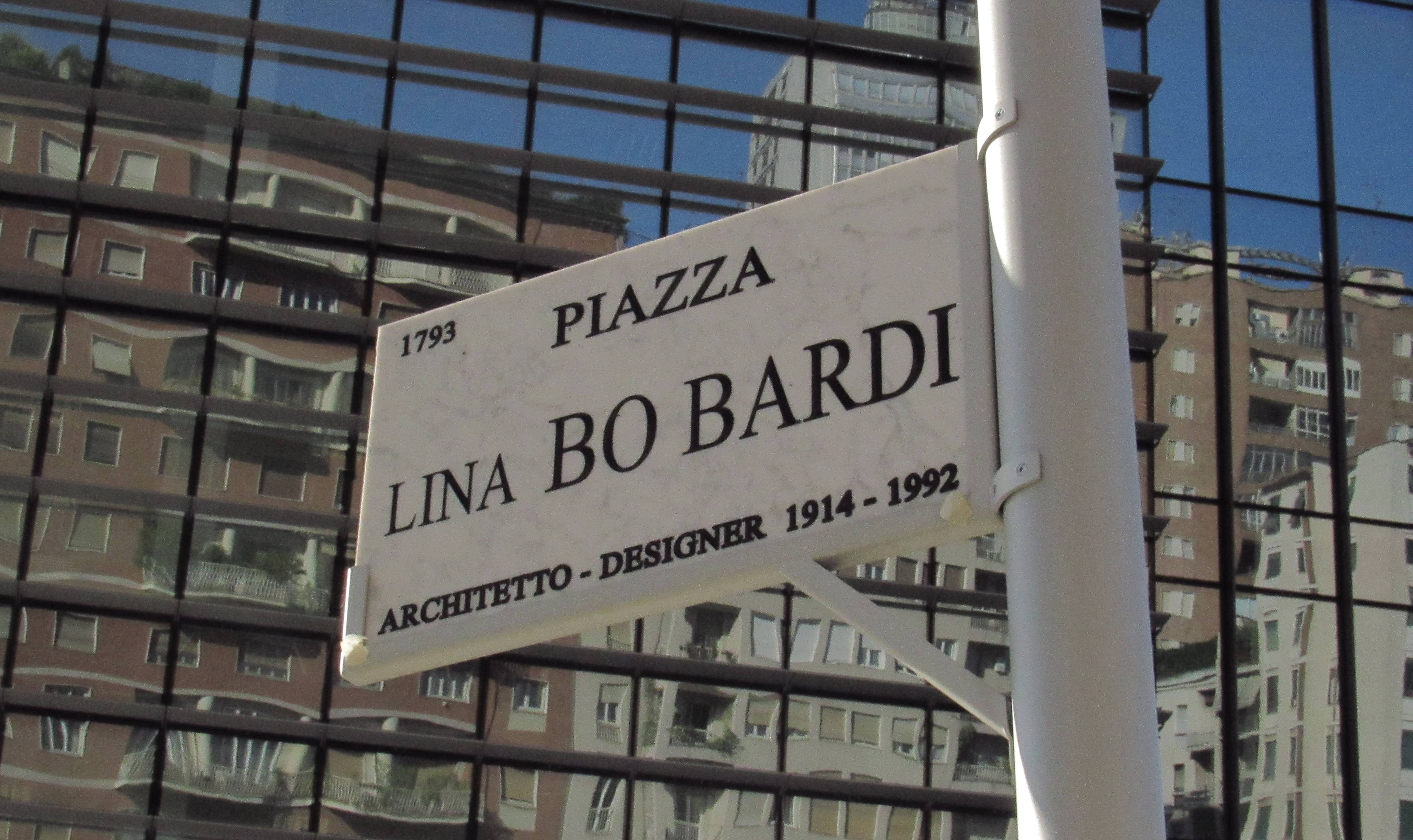
La targa di piazza Lina Bo Bardi ai piedi della torre.
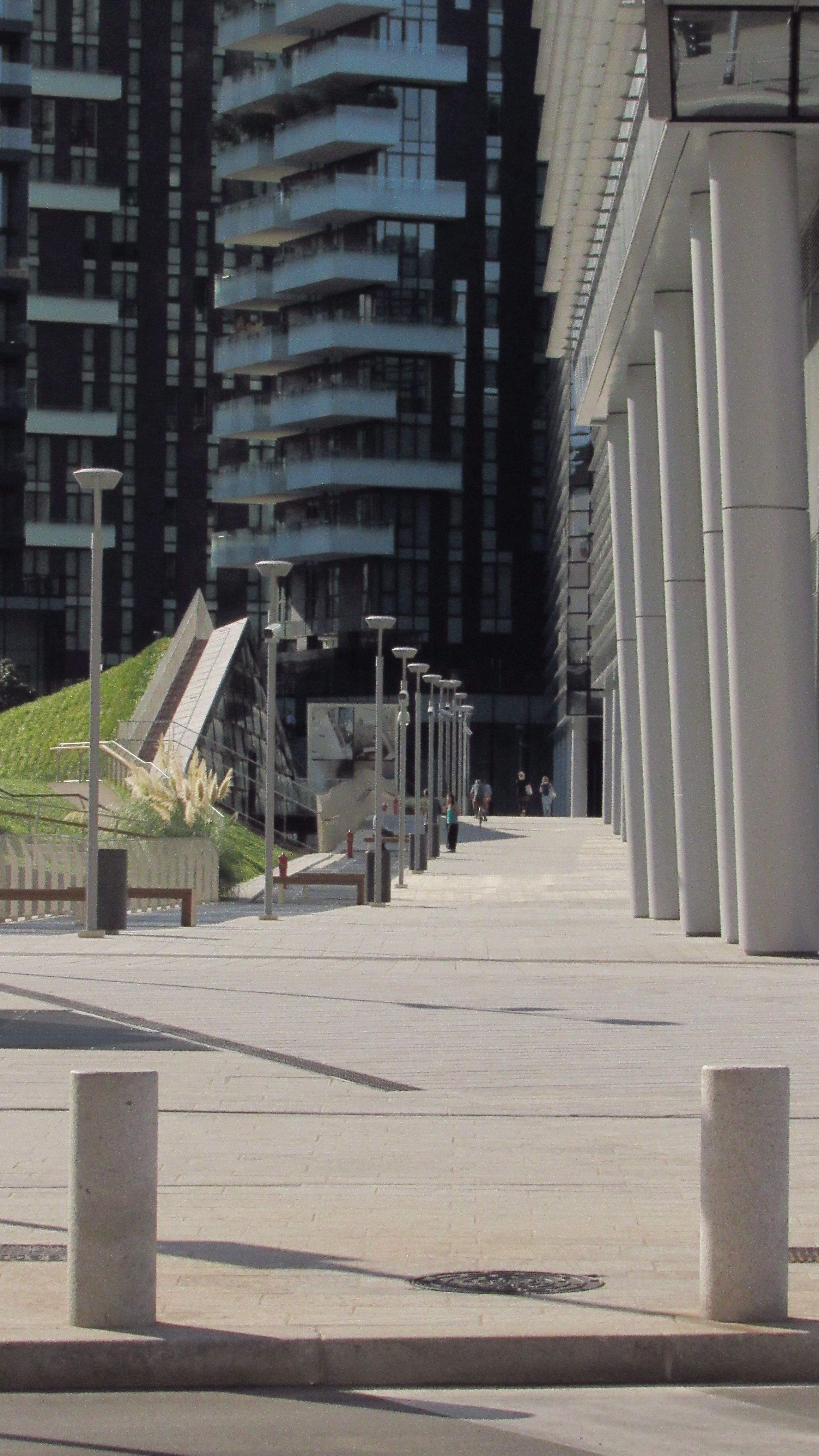
Scorcio dell'area pedonale da piazza Lina Bo Bardi.